# Die Mutter (Pieter de Hooch)
Die Mutter ist ein Ölgemälde von Pieter de Hooch. Das 95,2 Zentimeter hohe und 102,5 Zentimeter breite Bild zeigt eine Mutter mit ihren beiden Kindern. Es entstand zwischen 1661 und 1663, also kurz nach dem Umzug De Hoochs nach Amsterdam. Seit 1876 gehört das Bild Die Mutter zur Sammlung der Gemäldegalerie in Berlin.

## Bildbeschreibung
Das Bild zeigt eine Frau, die wahrscheinlich die Mutter der beiden, ebenfalls im Bild gezeigten, Kinder ist. Sie ist mit einer schwarzen Jacke mit Pelzfutter bekleidet. Darunter trägt sie ein am unteren Ende leicht geöffnetes, weißrotes Schnürmieder. Sie blickt in eine Wiege, in der wahrscheinlich ein Baby liegt. Es bleibt für den Betrachter des Bildes verborgen. Rechts neben der Frau befindet sich ein Hund, dessen Hinterläufe sich auf dem Boden spiegeln. Hinter der Frau befinden sich ein Alkoven, eine Bettpfanne aus Kupfer und ein roter Mantel. Rechts befindet sich ein hohes Fenster, dessen untere Hälfte mit Fensterläden verschlossen ist, durch dessen obere Hälfte jedoch Licht in den Raum fällt. Im zweiten Raum, der durch eine offene Tür in der rechten Bildhälfte zu sehen ist, steht ein kleines Mädchen mit dem Rücken zum Betrachter des Bildes. Es blickt durch eine Tür, durch die die Sonne herein scheint, ins Freie.
Die Komposition ist ausgewogen und harmonisch, zudem weist sie eine große Vielfalt an Farben auf. Die roten Farbflächen teilen das Bild an einer imaginären Diagonale. An ihr werden auch Licht und Schatten geteilt.

## Provenienz
Das Gemälde Die Mutter wurde auf der Auktion Marin am 22. März 1790 in Paris versteigert und gelangte wahrscheinlich in die Sammlung Jacob Hoofman in Haarlem. Es ging in den Besitz Maria Hoofmans über, bis es 1846, ein Jahr nach ihrem Tod von den Vollstreckern des Testaments an den Kunsthändler Nieuwenhuys weitergegeben wurde. 1876 wurde es auf der am 6. und 7. April stattfindenden Auktion Schneider in Paris versteigert. Die Mutter gehört seitdem zur Sammlung der Gemäldegalerie in Berlin.